# Хелен Лаупа
Хелен Лаупа (нар. 31 серпня 1976) — колишня естонська тенісистка.
Найвищу одиночну позицію світового рейтингу — 577 місце досягла 26 січня 1998, парну — 403 місце — 23 грудня 1996 року.

## Фінали ITF
| Турніри $10,000 |

### Парний розряд: 3 (0–3)
| Результат | Ранг | Дата           | Турнір                      | Покриття  | Партнерка      | Суперниці                        | Рахунок  |
| --------- | ---- | -------------- | --------------------------- | --------- | -------------- | -------------------------------- | -------- |
| Поразка   | 1.   | 5 лютого 1996  | Сандерленд, Велика Британія | Тверде    | Мелісса Бідмен | Жулі Пуллен Лорна Вудрофф        | 4–6, 5–7 |
| Поразка   | 2.   | 27 жовтня 1997 | Мінськ, Білорусь            | Килим (i) | Олена Крутько  | Antonina Grib Марина Стець       | 2–6, 1–6 |
| Поразка   | 3.   | 21 червня 1998 | Таллінн, Естонія            | Тверде    | Марет Ані      | Гелена Фремутова Ірина Корнієнко | 3–6, 2–6 |